# カモ
カモ（鴨、鳧、英: Duck）とは、カモ目カモ科の鳥類のうち体が小さいものの総称。雁（ガン）に比べて小さくて首が短い。分類学上のまとまった群ではない。冬羽（繁殖羽）では雄と雌で色彩が異なるが、カルガモのようにほとんど差がない種もある。

## 概要
日本では主にカルガモ、オシドリなどが通年生息し、日本全国の河川や湖などで見られる。日本では多くが冬鳥であるため、冬季にはマガモ、コガモ、オナガガモ、スズガモなど多種が見られる。
野生種では生息数・生息地の減少から、ワシントン条約や日露渡り鳥保護条約、日中渡り鳥保護協定、日米渡り鳥保護条約、ボン条約 (日本は未加盟) などの適用を受けている種も多く、生息地がラムサール条約に登録されることもある。日本では鳥獣保護法において狩猟可能な種と時期、地域、猟具などが定められている。
日本語と異なり英語の duck などヨーロッパの言語では、基礎語彙のレベルでは野生の鴨（英: wild duck）と家禽のアヒル（英: domestic duck）を区別しないので、翻訳に際して注意が必要である。バリケンも鴨の範疇に入る。雄は drake ともいう。中国語（鸭/鴨、yā）においても、日常会話では認知的に両者を区別していないため注意が必要である。

## 利用

### 食材

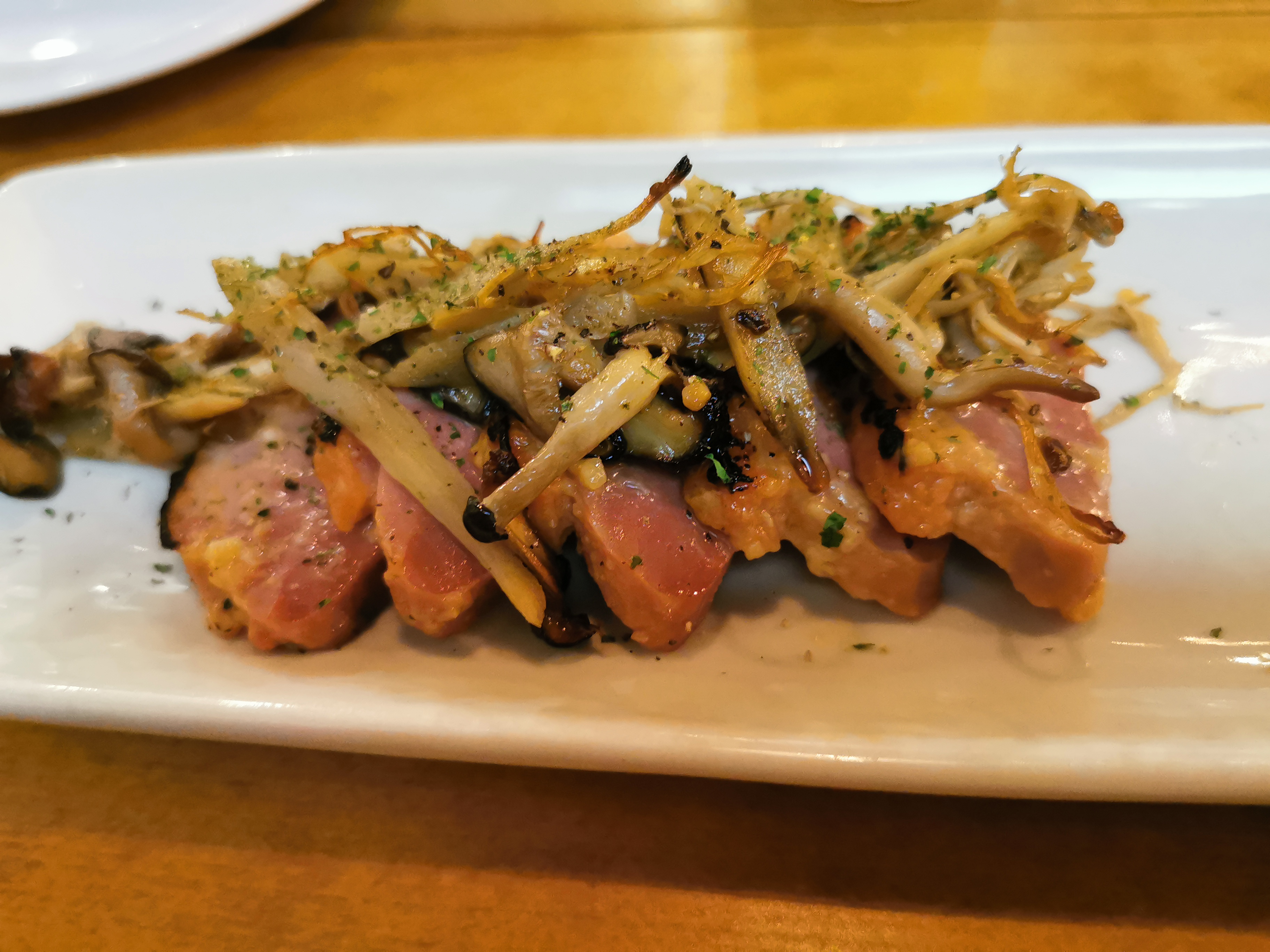
鴨肉料理

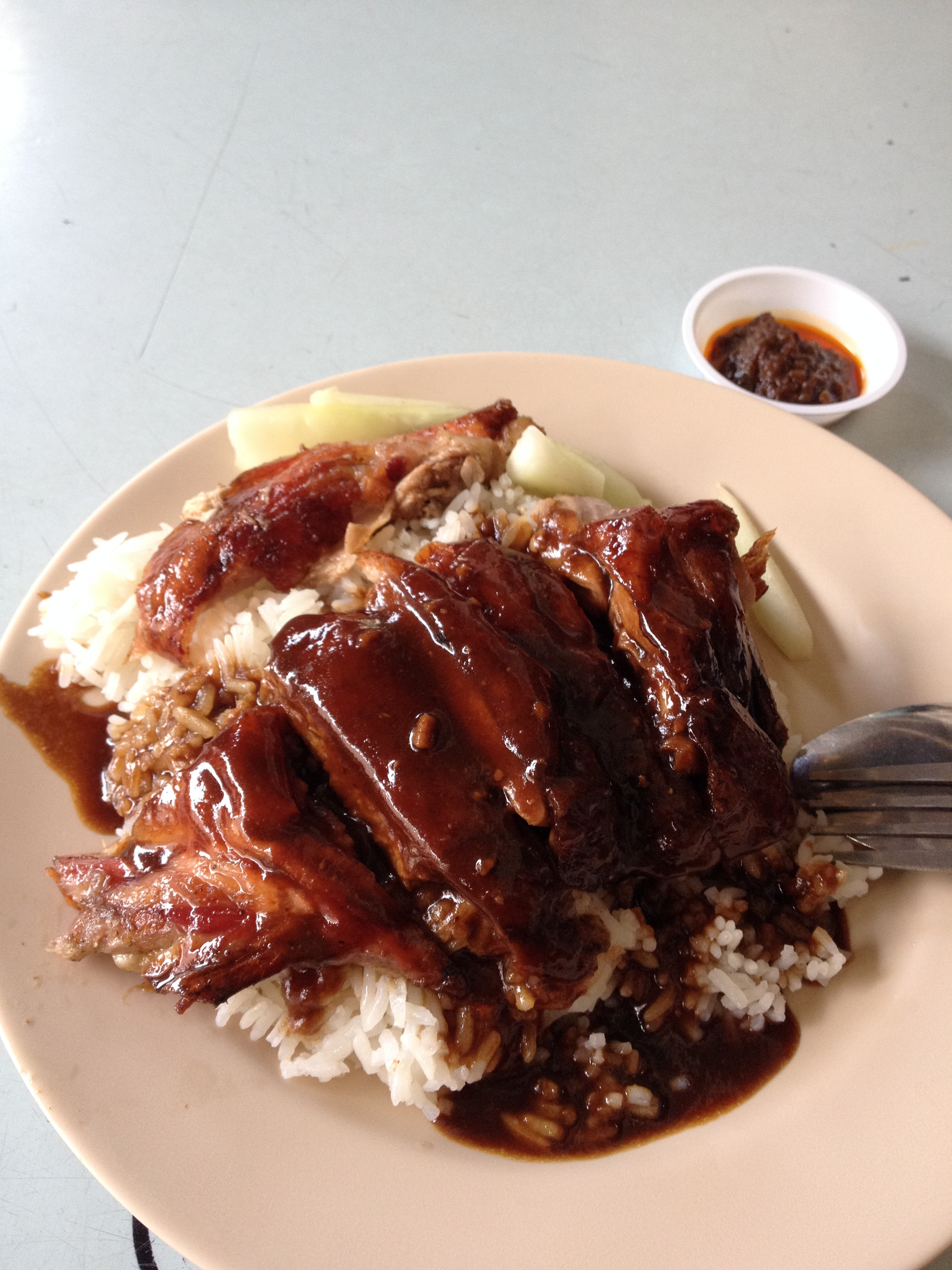
シンガポールの鴨飯

鴨肉は食用とされ、日本料理では鴨鍋やじぶ煮、すき焼き、鴨南蛮、焼き料理などに使われる。生食は避けるべきという意見もあるが、新鮮な鴨肉をたたきで提供する店もある。現代ではアイガモを養殖して食用にすることが多く、国内消費の9割は輸入で賄われている。鴨には臭みが強く食用に適さない種もある。鴨鍋はネギのほか、セリと煮ることもある。
鴨は日本では古代から好んで食べられており、各地の貝塚から発見される鳥の骨の中で最も多いのがマガモの骨である。奈良時代の『播磨国風土記』には「鴨の羹」が登場する。しかし時代が下るに連れ、貴族や支配階層の間では雉や鶴などが好まれるようになり、鴨は庶民が食べる下等なものとされていった。
肉食が一般的でない明治維新前の日本で、鴨を含め庶民向けとされる野鳥類は生類憐れみの令など一時の例外を除き肉食禁断令の対象外で、一部の地域で食用とされた数少ない鳥獣類であった（「日本の獣肉食の歴史#江戸時代」参照）。江戸時代の井原西鶴は、町民にとって鴨膾などの鴨料理は「いたり料理」、最も贅沢な料理の典型と書き残している。
今日、鴨肉の名称で流通しているものの多くはアヒル（家禽化したマガモ）の肉であるが、アイガモ（アヒルとマガモの交配種またはカルガモとアヒルの交配種）や野生のマガモなどもしばしば食用とされる。脂が載る冬が最も美味しく、旬の季節である。
海外でも牛肉、豚肉、鶏肉、羊肉と並びよく食される。市場では高値で取引されるため、北京ダックなど高級食材として扱われている。鴨肉を用いた料理としては鴨飯などが挙げられる。鴨の卵も鶏卵と同じように使われる。血は、固めて鴨血という血豆腐で提供される。
カモは渡りを行う場合、あらかじめ肝臓に脂肪を蓄えて、脂肪肝になる。それを人工的に強制して得られる食材がフォアグラである。

### 家禽
食用や採卵のほかには、合鴨や家鴨が愛玩、羽毛採集、アイガモ農法などの用途で家禽化されている。羽毛は軽量で保温が高くジャケットや掛け布団に利用される。

### 放流と生態系の破壊問題
アイガモやアヒルと野生の本種の間で遺伝子汚染がかなり進んでいるため、野鶏などと同じように、家禽と交雑が進み遺伝的に純粋なものはいなくなるのではないかといった懸念をする研究者もいる。

## 鴨が使われる語句

### ことわざ・慣用句
- 鴨が葱を背負ってくる（かもがねぎをせおってくる）

鴨鍋にネギを入れると臭みがとれて美味しくなる事から、いいことが重なってやってくること。また「鴨」は利用しやすい人を指すことから、食い物にしやすい人がこちらの利益になる材料を持ってやって来ることもいう。転じて、詐欺や悪質商法を行う者がターゲットを「カモ」と揶揄することがあり「カモる」「カモが来た」などと用い、ターゲット側は「カモにされた」「カモられた」などと用いる。略して「鴨葱（カモネギ）」とも言う。
- 従兄弟同士は鴨の味（いとこどうしはかものあじ）

いとこ同士の夫婦の仲はとても睦まじいということ。いとこ、いとこ婚の項を参照。
- 隣の貧乏鴨の味（となりのびんぼうかものあじ）

人間の、他者の不幸を見て喜ぶ心情のさまを表す。「他家の不幸は鴨の味」「隣の貧乏雁の味」とも言う。
- 鴨の水掻き（かものみずかき）

楽そうに見えても、実は人それぞれ苦労があるということ。浮かんでいる鴨は暢気にみえるが、水の中では必死で水を掻いていることから。

### 表現
- カモ（かも）は、騙しやすい人のこと。カモはその習性を利用することで簡単に捕まえることができるおいしい獲物であるため、このような表現が生まれた[12]。
- カモる（かもる）は、相手を食い物にすること。

### 事物
- 鴨居は、襖や障子などをはめる開口部の上にかける横木。
- 鴨茅は、イネ科の多年草。
- 鴨沓は、蹴鞠用の長靴。
- 鴨脚樹・鴨足樹（イチョウ）は、イチョウ科の落葉高木。
- 鴨跖草・鴨跖（ツユクサ）は、ツユクサ科の一年草。
- 鴨足草・鴨脚草（ユキノシタ）は、ユキノシタ科の植物。

### 地名
- 鴨川は、京都府を流れる河川。
- 鴨川市は、千葉県南部の都市。
- 鴨方は、岡山県南西部に存在する地区。
- 鴨島は、徳島県北東部にある地区。

## その他
- かつてはネギではなくセリが「カモに合うもの」とされていたため『誹風柳多留』において「芹の上鴨昼寝してうなされる」と詠まれている。
- 鴨とりごんべえ - 日本の昔話の1つ。
- カモネギ - ポケットモンスターに登場する架空の生物。鴨が葱を背負ってくると言う諺をそのまま具現化したかのように、カルガモが手元にネギのような植物の茎を持った外見をしている。

## ギャラリー

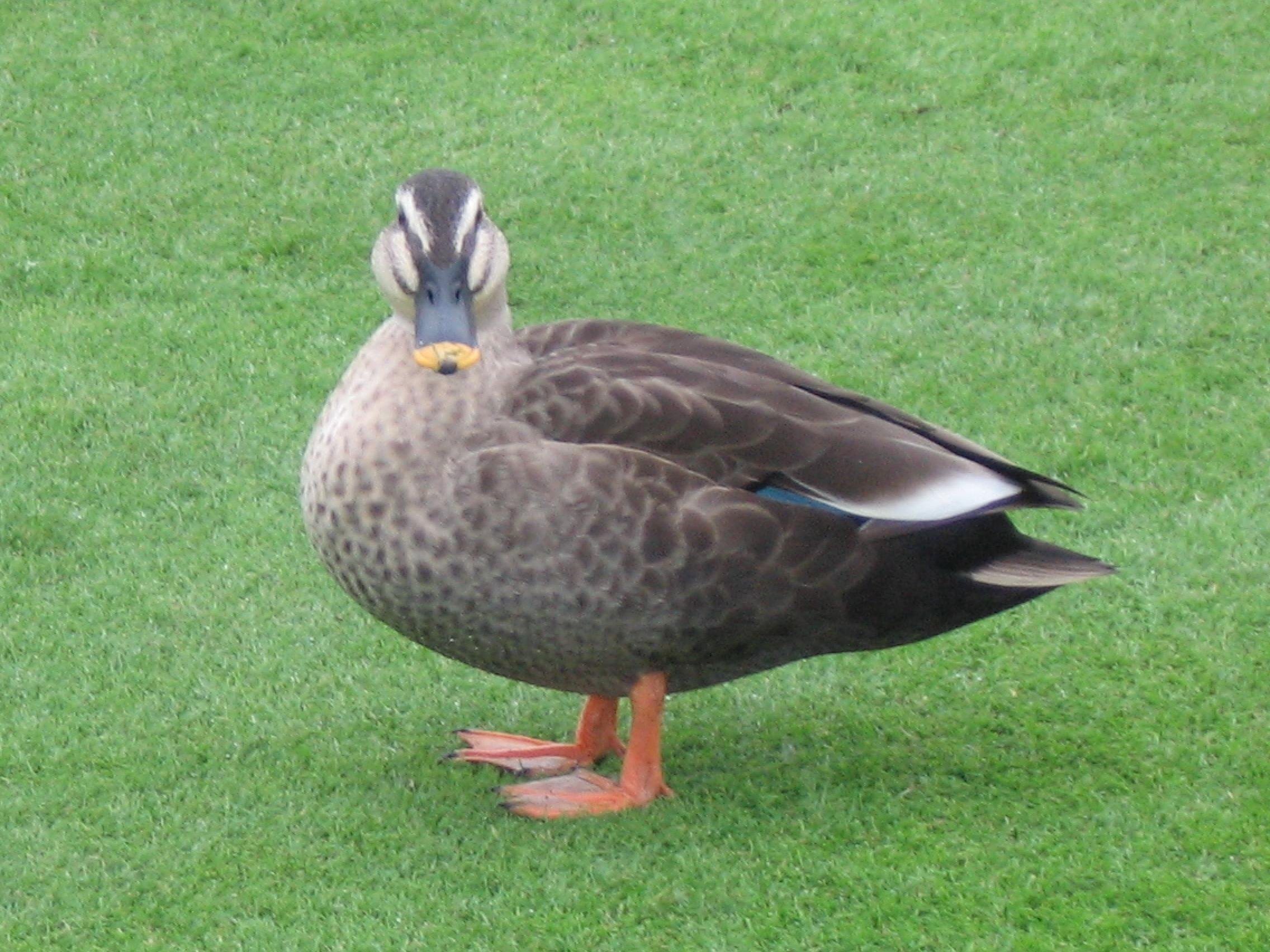
カルガモ（東京ディズニーランド）
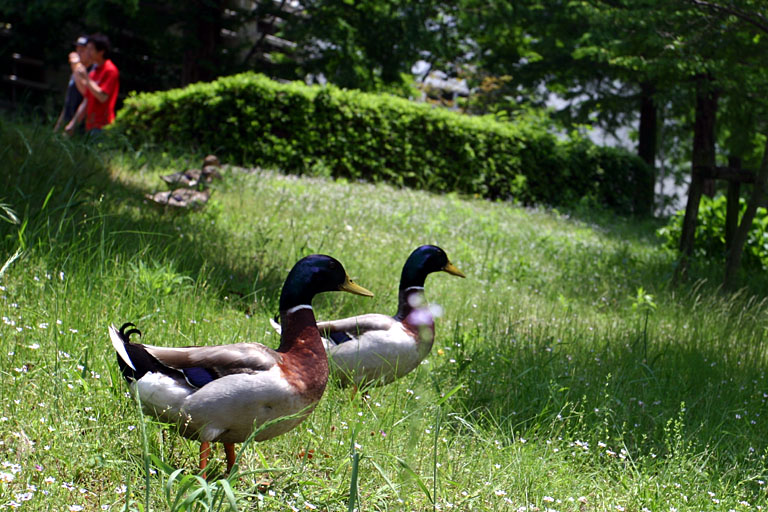
アヒル（岐阜大学キャンパス）
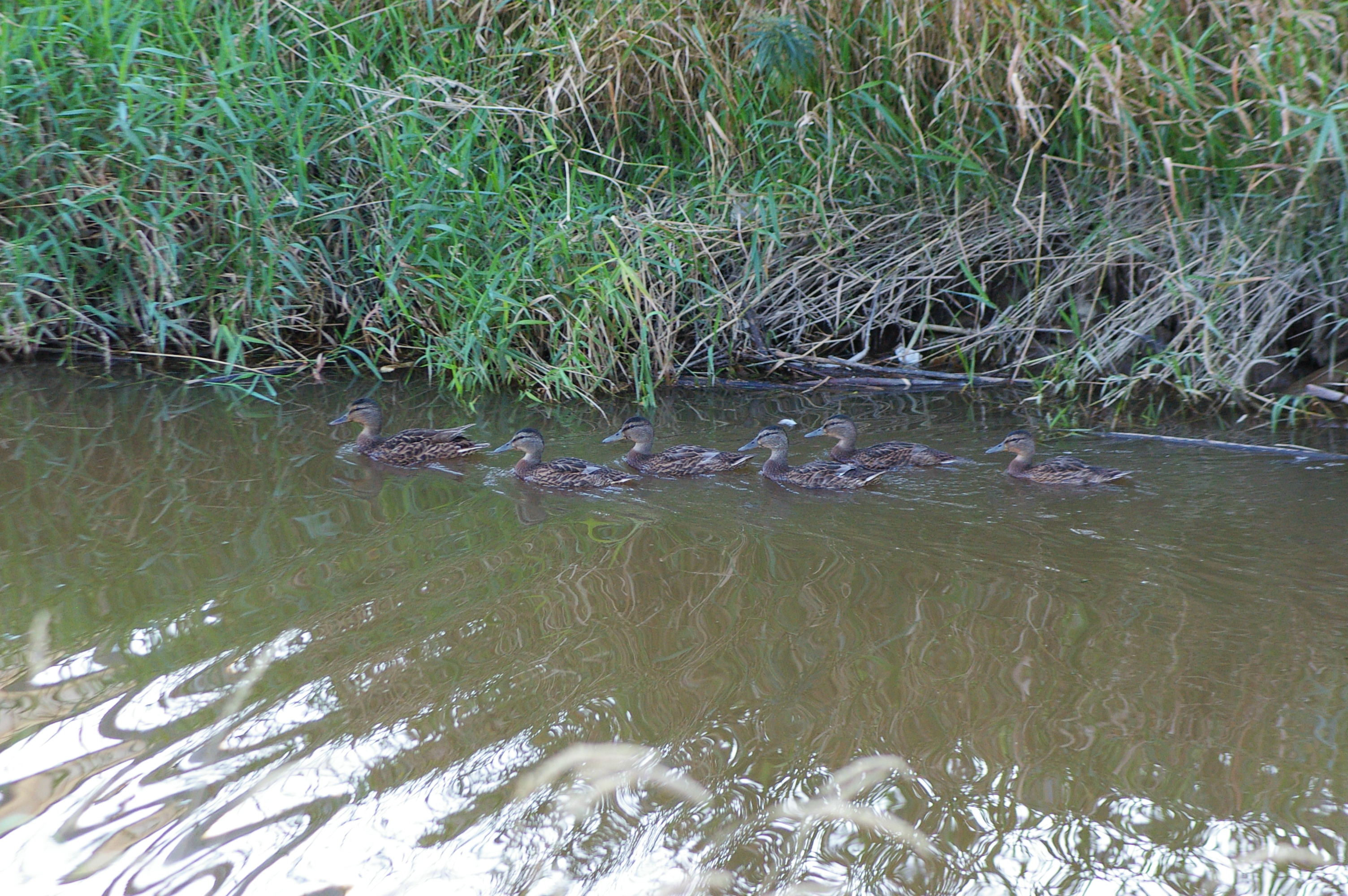
マガモ（稚内市ウエンナイ川）
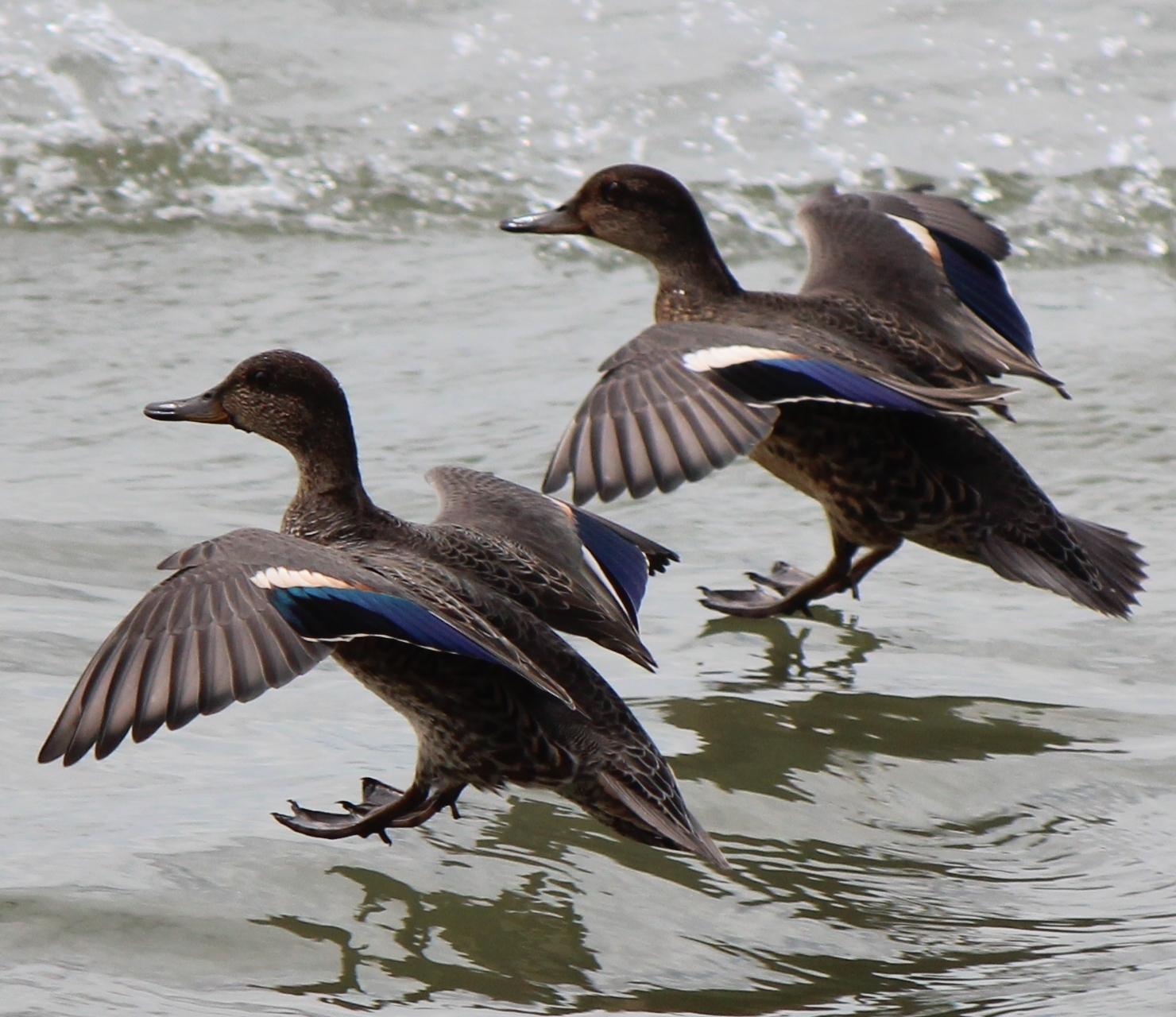
コガモ
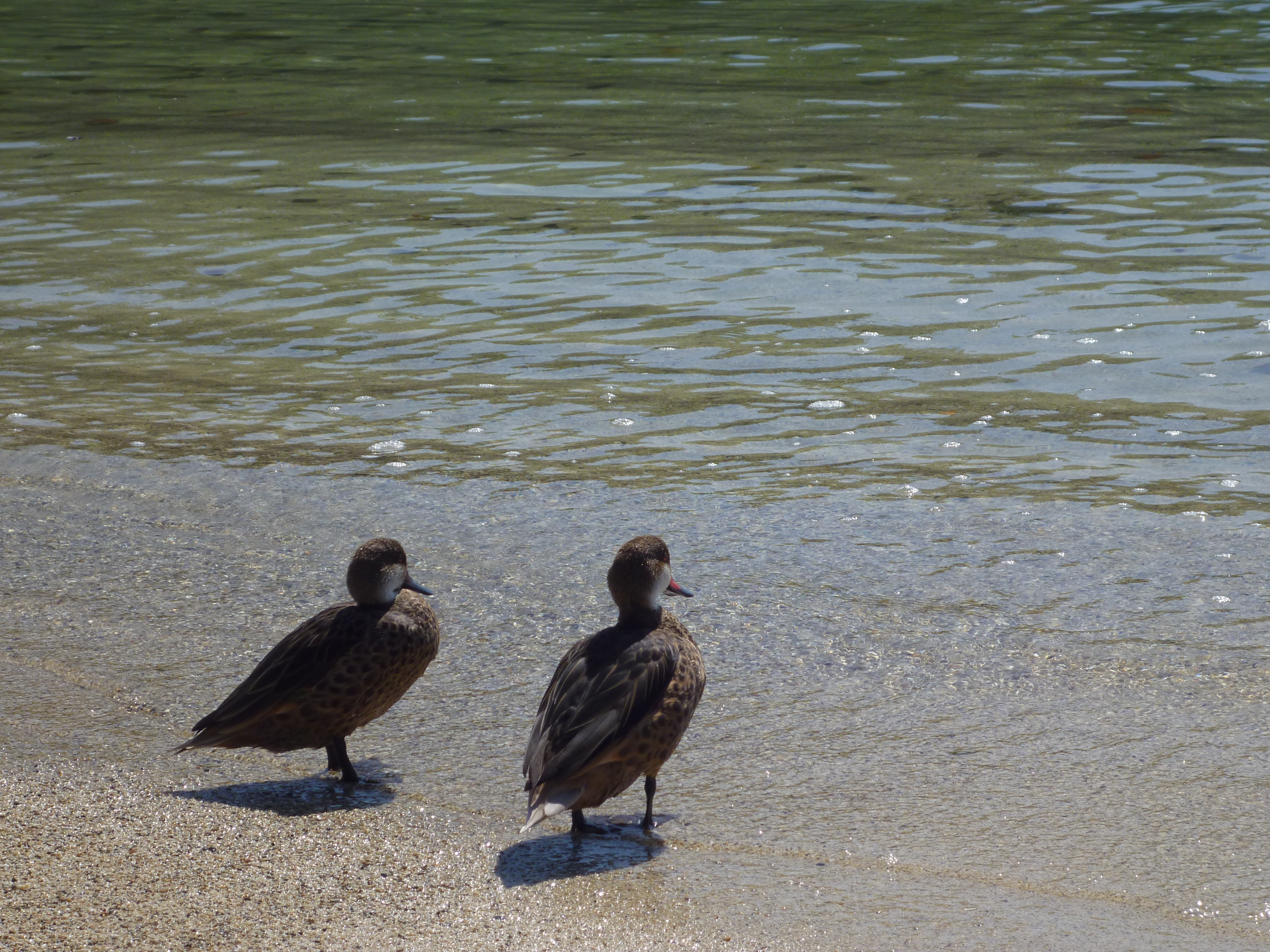
ホオジロオナガガモ ガラパゴス諸島（サンタ・クルス島）
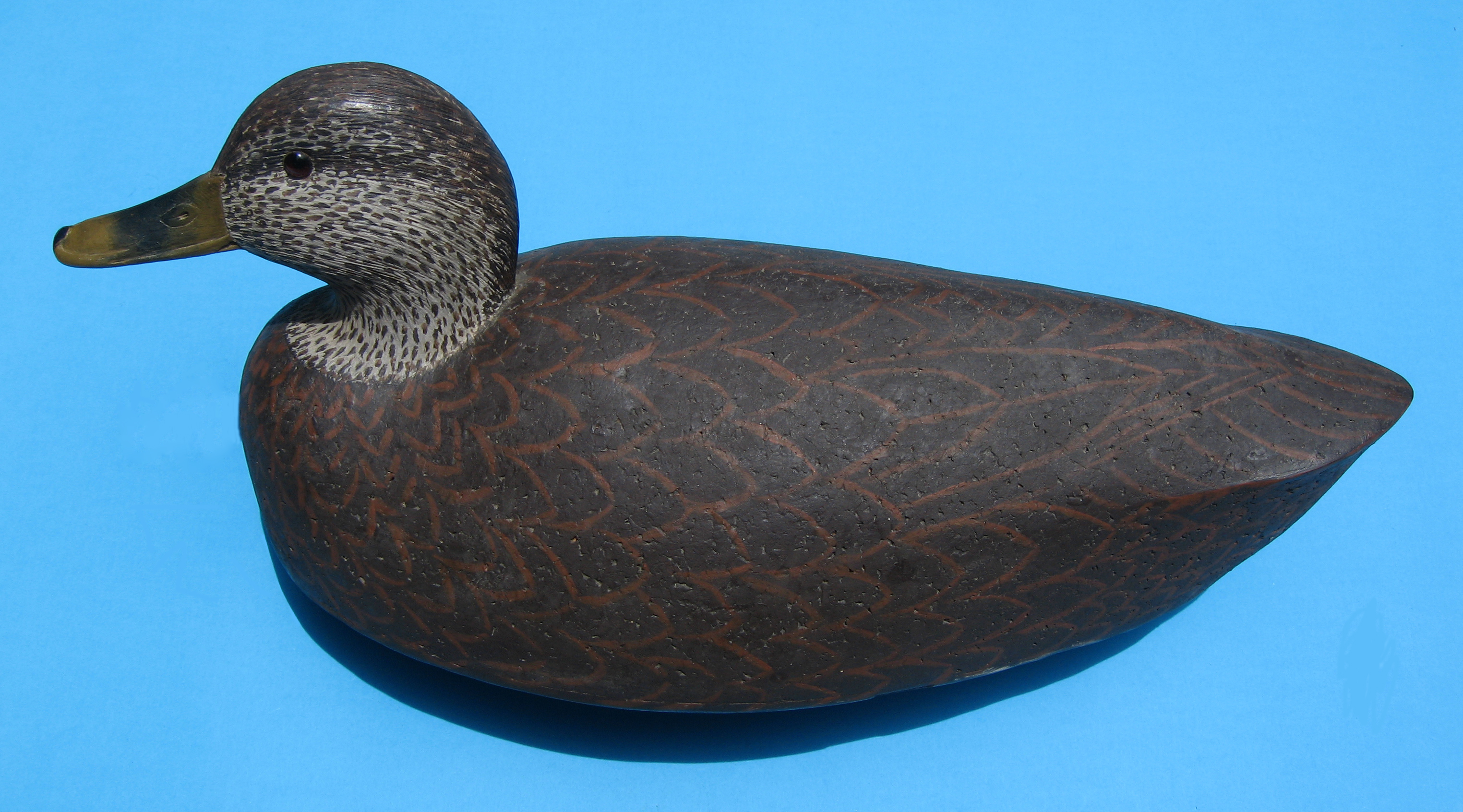
カモのデコイ